# Nodaria tristis
Nodaria tristis är en fjärilsart som beskrevs av Butler 1879. Nodaria tristis ingår i släktet Nodaria och familjen nattflyn. Inga underarter finns listade i Catalogue of Life.